# Virgilio Gilardoni
Virgilio Gilardoni (* 13. November 1916 in Mendrisio; † 2. November 1989 in Locarno) war ein Schweizer Gymnasiallehrer,  Publizist und Forscher in den Bereichen Kultur, Kunstgeschichte und Politik. Überdies war er Verfasser von Filmdrehbüchern.

## Leben
Virgilio Gilardoni war ein Sohn des Luigi Gilardoni aus Como, eines Lateinlehrers am Untergymnasium. Virgilio studierte erst am Lehrerseminar Locarno und erhielt 1935 das Lehrerpatent. Anschliessend studierte er Philosophie an der Katholischen Universität vom Heiligen Herzen zu Mailand. 1939 vom faschistischen Regime ausgewiesen, liess er sich in Locarno nieder. 1946–1949 war er Redaktor der Zeitung Il lavoratore, des Organs der Tessiner Arbeiter- und Bauernpartei (später Partei der Arbeit der Schweiz). Das Engagement für die linke Politik hielt sich sein ganzes Leben lang; 1960 gründete er die Zeitschrift Archivio storico ticinese, und 1962–1989 leitete er das von ihm selbst gegründete Opera svizzera dei monumenti d’arte (Osma).
Ab den 1950er-Jahren unterrichtete er an der Handelsschule Bellinzona, später am Lehrerseminar Locarno.

## Bibliografie (Auswahl)
- Naissance de l’art. La Guilde du Livre, Lausanne / Edition de Clairefontaine, Paris 1948
- Il gotico. Mondadori, Milano 1951
- L’impressionismo. Mondadori, Milano 1951
- Corot. Mondadori, Milano 1952
- Inventario delle cose d’arte e di antichità II. Distretto di Bellinzona. Edizione dello Stato, Bellinzona 1955
- Il romanico. Mondadori, Milano 1963
- Il romanico. Casagrande, Bellinzona 1967
- Filippo Franzoni. Casagrande, Bellinzona 1968
- Bruno Nizzola. Casagrande, Bellinzona 1970
- I monumenti d’arte di storia del Cantone Ticino:
  - I. Locarno e il suo circolo. Birkäuser, Basel 1972;
  - II. L’Alto Verbano I. Il circolo delle Isole, ibid. 1979;
  - III. L’Alto Verbano II. ibid. 1983;
- Fonti per la storia di un borgo del Verbano. AST, Ascona 1980.